# OR5H14
OR5H14 (англ. Olfactory receptor family 5 subfamily H member 14) – білок, який кодується однойменним геном, розташованим у людей на 3-й хромосомі. Довжина поліпептидного ланцюга білка становить 310 амінокислот, а молекулярна маса — 35 099.
| 10         |  | 20         |  | 30         |  | 40         |  | 50         |
| ---------- |  | ---------- |  | ---------- |  | ---------- |  | ---------- |
| MEEENATLLT |  | EFVLTGFLYQ |  | PQWKIPLFLA |  | FLVIYLITIM |  | GNLGLIAVIW |
| KDPHLHIPMY |  | LLLGNLAFVD |  | ALLSSSVTLK |  | MLINFLAKSK |  | MISLSECKIQ |
| LFSFAISVTT |  | ECFLLATMAY |  | DRYVAICKPL |  | LYPAIMTNGL |  | CIRLLILSYV |
| GGLLHALIHE |  | GFLFRLTFCN |  | SNIIQHFYCD |  | IIPLLKISYT |  | DSSINFLMVF |
| IFAGSIQVFT |  | IGTVLISYIF |  | VLYTILKKKS |  | VKGMRKAFST |  | CGAHLLSVSL |
| YYGPLAFMYM |  | GSASPQADDQ |  | DMMESLFYTV |  | IVPLLNPMIY |  | SLRNKQVIAS |
| FTKMFKRNDV |  |            |  |            |  |            |  |            |

A: Аланін

C: Цистеїн

D: Аспарагінова кислота

E: Глутамінова кислота

F: Фенілаланін

G: Гліцин

H: Гістидин

I: Ізолейцин

K: Лізин

L: Лейцин

M: Метіонін

N: Аспарагін

P: Пролін

Q: Глутамін

R: Аргінін

S: Серин

T: Треонін

V: Валін

W: Триптофан

Кодований геном білок за функціями належить до рецепторів, g-білокспряжених рецепторів, білків внутрішньоклітинного сигналінгу. 
Локалізований у клітинній мембрані, мембрані.